# Liste des mammifères à Mayotte
Pour des articles plus généraux, voir Liste des mammifères en France, Liste des mammifères en Afrique et Faune à Mayotte.

Carte topographique de Mayotte.

Localisation de Mayotte en Afrique.

Cette liste commentée recense la mammalofaune à Mayotte. Elle répertorie les espèces de mammifères mahorais actuels et celles qui ont été récemment classifiées comme éteintes (à partir de l'Holocène, depuis donc 11 700 ans av. J.‑C.). Cette liste comporte 47 espèces réparties en neuf ordres et vingt familles, dont trois sont « en danger », trois autres sont « vulnérables », deux sont « quasi menacées » et treize ont des « données insuffisantes » pour être classées (selon les critères de la liste rouge de l'UICN au niveau mondial).
Elle contient au moins neuf espèces introduites sur ce territoire, qui sont plus ou moins bien acclimatées. Il peut contenir aussi des animaux non reconnus par la liste rouge de l'UICN (deux mammifères ici) et ils sont classés en « non évalué » : cela étant dû notamment au manque de données, à des espèces domestiques, disparues ou éteintes avant le XVIe siècle. Il n'existe pas à Mayotte d'espèces et de sous-espèces de mammifères endémiques.

## Statuts de la liste rouge de l'UICN
Les statuts de conservation utilisés par la liste rouge de l'UICN mondiale sont :
| (EX) | Éteint                  | Il n'y a pas le moindre doute sur le fait que le dernier spécimen recensé est mort.                                                                   |
| (EW) | Éteint à l'état sauvage | L'espèce est connue uniquement en captivité ou en tant que population naturalisée bien en dehors de son ancienne aire de répartition.                 |
| (CR) | En danger critique      | L'espèce risque prochainement de s'éteindre à l'état sauvage.                                                                                         |
| (EN) | En danger               | L'espèce fait face à un très gros risque d'extinction à l'état sauvage.                                                                               |
| (VU) | Vulnérable              | L'espèce fait face à un gros risque d'extinction à l'état sauvage.                                                                                    |
| (NT) | Quasi menacé            | L'espèce ne satisfait pas un ou plusieurs des critères prévus qui permettraient de la catégoriser, mais pourrait risquer de s'éteindre dans le futur. |
| (LC) | Préoccupation mineure   | Il n'y a pas de risque identifiable pour l'espèce. |
| (DD) | Données insuffisantes   | Il n'y a pas d'information adéquate qui permettraient de faire une évaluation des risques pour cette espèce.                                          |
| (NE) | Non évalué              | L'espèce n'a pas encore été confrontée aux critères précédents, n'est pas reconnue par l'UICN ou bien s'est éteinte avant le XVIe siècle.             |

## Ordre:Afrosoricides

### Famille:Tenrécidés
| Nom vulgaire, nom binominal et citation d'auteurs | Origine et statut à Mayotte | Aire de répartition                  | Statut UICN mondial | Image         |
| ------------------------------------------------- | --------------------------- | ------------------------------------ | ------------------- | ------------- |
| Tenrec acaude Tenrec ecaudatus (Schreber, 1778)   | Allochtone (Introduit),     | Aire de répartition du Tenrec acaude | [ 3 ]               | Tenrec acaude |

## Ordre:Siréniens

### Famille:Dugongidés
| Nom vulgaire, nom binominal et citation d'auteurs | Origine et statut à Mayotte | Aire de répartition           | Statut UICN mondial | Image  |
| ------------------------------------------------- | --------------------------- | ----------------------------- | ------------------- | ------ |
| Dugong Dugong dugon (Müller, 1776)                | Autochtone,                 | Aire de répartition du Dugong | [ 4 ]               | Dugong |

## Ordre:Primates

### Famille:Hominidés
| Nom vulgaire, nom binominal et citation d'auteurs | Origine et statut à Mayotte | Aire de répartition                    | Statut UICN mondial | Image         |
| ------------------------------------------------- | --------------------------- | -------------------------------------- | ------------------- | ------------- |
| Homme moderne Homo sapiens Linnaeus, 1758         | Allochtone,                 | Aire de répartition de l'Homme moderne | [ 6 ]               | Homme moderne |

### Famille:Lémuridés
| Nom vulgaire, nom binominal et citation d'auteurs           | Origine et statut à Mayotte | Aire de répartition               | Statut UICN mondial | Image      |
| ----------------------------------------------------------- | --------------------------- | --------------------------------- | ------------------- | ---------- |
| Lémur brun Eulemur fulvus (É. Geoffroy Saint-Hilaire, 1796) | Allochtone (Introduit)      | Aire de répartition du Lémur brun | [ 7 ]               | Lémur brun |

## Ordre:Rodentiens

### Famille:Muridés
| Nom vulgaire, nom binominal et citation d'auteurs | Origine et statut à Mayotte | Aire de répartition                    | Statut UICN mondial | Image        |
| ------------------------------------------------- | --------------------------- | -------------------------------------- | ------------------- | ------------ |
| Souris grise Mus musculus Linnaeus, 1758          | Allochtone (Introduit)      | Aire de répartition de la Souris grise | [ 9 ]               | Souris grise |
| Rat noir Rattus rattus (Linnaeus, 1758)           | Allochtone (Introduit)      | Aire de répartition du Rat noir        | [ 10 ]              | Rat noir     |

## Ordre:Soricomorphes

### Famille:Soricidés
| Nom vulgaire, nom binominal et citation d'auteurs               | Origine et statut à Mayotte | Aire de répartition                              | Statut UICN mondial | Image                  |
| --------------------------------------------------------------- | --------------------------- | ------------------------------------------------ | ------------------- | ---------------------- |
| Pachyure de Madagascar Suncus madagascariensis (Coquerel, 1848) | Autochtone                  | Aire de répartition de la Pachyure de Madagascar | [ 12 ]              | Illustration manquante |

## Ordre:Chiroptères

### Famille:Ptéropodidés
| Nom vulgaire, nom binominal et citation d'auteurs                      | Origine et statut à Mayotte | Aire de répartition                                | Statut UICN mondial | Image                    |
| ---------------------------------------------------------------------- | --------------------------- | -------------------------------------------------- | ------------------- | ------------------------ |
| Roussette des Seychelles Pteropus seychellensis A. Milne-Edwards, 1878 | Autochtone                  | Aire de répartition de la Roussette des Seychelles | [ 13 ]              | Roussette des Seychelles |

### Famille:Emballonuridés
| Nom vulgaire, nom binominal et citation d'auteurs          | Origine et statut à Mayotte | Aire de répartition                       | Statut UICN mondial | Image              |
| ---------------------------------------------------------- | --------------------------- | ----------------------------------------- | ------------------- | ------------------ |
| Taphien de Maurice Taphozous mauritianus E. Geoffroy, 1818 | Autochtone                  | Aire de répartition du Taphien de Maurice | [ 15 ]              | Taphien de Maurice |

### Famille:Molossidés
| Nom vulgaire, nom binominal et citation d'auteurs                         | Origine et statut à Mayotte | Aire de répartition                                         | Statut UICN mondial | Image                  |
| ------------------------------------------------------------------------- | --------------------------- | ----------------------------------------------------------- | ------------------- | ---------------------- |
| Chaerephon leucogaster (A. Grandidier, 1869)                              | Autochtone                  | Illustration manquante                                      | (NE)                | Illustration manquante |
| Chaerephon pumilus (Cretzschmar, 1826)                                    | Peut-être autochtone,       | Illustration manquante                                      | [ 16 ]              | Chaerephon pumilus     |
| Chaerephon pusillus (Miller, 1902)                                        | Autochtone                  | Illustration manquante                                      | (NE)                | Illustration manquante |
| Tadaride à queue libre de Madagascar Mops leucostigma (G. M. Allen, 1918) | Peut-être autochtone        | Aire de répartition du Tadaride à queue libre de Madagascar | [ 17 ]              | Illustration manquante |

## Ordre:Cétacés

### Famille:Balænidés
| Nom vulgaire, nom binominal et citation d'auteurs               | Origine et statut à Mayotte | Aire de répartition                                | Statut UICN mondial | Image                    |
| --------------------------------------------------------------- | --------------------------- | -------------------------------------------------- | ------------------- | ------------------------ |
| Baleine franche australe Eubalaena australis (Desmoulins, 1822) | Erratique,                  | Aire de répartition de la Baleine franche australe | [ 19 ]              | Baleine franche australe |

### Famille:Balænoptéridés
| Nom vulgaire, nom binominal et citation d'auteurs          | Origine et statut à Mayotte | Aire de répartition                        | Statut UICN mondial | Image            |
| ---------------------------------------------------------- | --------------------------- | ------------------------------------------ | ------------------- | ---------------- |
| Baleine de Minke Balaenoptera acutorostrata Lacépède, 1804 | Erratique                   | Aire de répartition de la Baleine de Minke | [ 21 ]              | Baleine de Minke |
| Rorqual boréal Balaenoptera borealis Lesson, 1828          | Erratique                   | Aire de répartition du Rorqual boréal      | [ 23 ]              | Rorqual boréal   |
| Rorqual de Bryde Balaenoptera edeni Anderson, 1879         | Erratique                   | Aire de répartition du Rorqual de Bryde    | [ 25 ]              | Rorqual de Bryde |
| Baleine bleue Balaenoptera musculus (Linnaeus, 1758)       | Peut-être autochtone        | Aire de répartition de la Baleine bleue    | [ 27 ]              | Baleine bleue    |
| Rorqual commun Balaenoptera physalus (Linnaeus, 1758)      | Erratique                   | Aire de répartition du Rorqual commun      | [ 29 ]              | Rorqual commun   |
| Baleine à bosse Megaptera novaeangliae (Borowski, 1781)    | Autochtone                  | Aire de répartition de la Baleine à bosse  | [ 30 ]              | Baleine à bosse  |

### Famille:Delphinidés
| Nom vulgaire, nom binominal et citation d'auteurs                  | Origine et statut à Mayotte | Aire de répartition                                    | Statut UICN mondial | Image                           |
| ------------------------------------------------------------------ | --------------------------- | ------------------------------------------------------ | ------------------- | ------------------------------- |
| Orque pygmée Feresa attenuata Gray, 1874                           | Autochtone                  | Aire de répartition de l'Orque pygmée                  | [ 31 ]              | Orque pygmée                    |
| Globicéphale tropical Globicephala macrorhynchus Gray, 1846        | Autochtone                  | Aire de répartition du Globicéphale tropical           | [ 32 ]              | Globicéphale tropical           |
| Dauphin de Risso Grampus griseus (G. Cuvier, 1812)                 | Autochtone                  | Aire de répartition du Dauphin de Risso                | [ 33 ]              | Dauphin de Risso                |
| Dauphin de Fraser Lagenodelphis hosei Fraser, 1956                 | Erratique                   | Aire de répartition du Dauphin de Fraser               | [ 34 ]              | Dauphin de Fraser               |
| Orque Orcinus orca (Linnaeus, 1758)                                | Erratique                   | Aire de répartition de l'Orque                         | [ 36 ]              | Orque                           |
| Péponocéphale Peponocephala electra (Gray, 1846)                   | Autochtone                  | Aire de répartition du Péponocéphale                   | [ 37 ]              | Péponocéphale                   |
| Fausse Orque Pseudorca crassidens (Owen, 1846)                     | Autochtone                  | Aire de répartition de la Fausse Orque                 | [ 38 ]              | Fausse Orque                    |
| Dauphin à bosse du Pacifique Sousa chinensis (Osbeck, 1765)        | Autochtone,                 | Aire de répartition du Dauphin à bosse du Pacifique    | [ 39 ]              | Dauphin à bosse du Pacifique    |
| Dauphin tâcheté pantropical Stenella attenuata (Gray, 1846)        | Autochtone                  | Aire de répartition du Dauphin tâcheté pantropical     | [ 40 ]              | Dauphin tâcheté pantropical     |
| Dauphin bleu et blanc Stenella coeruleoalba (Meyen, 1833)          | Erratique                   | Aire de répartition du Dauphin bleu et blanc           | [ 42 ]              | Dauphin bleu et blanc           |
| Dauphin à long bec Stenella longirostris (Gray, 1828)              | Autochtone                  | Aire de répartition du Dauphin à long bec              | [ 43 ]              | Dauphin à long bec              |
| Sténo Steno bredanensis (G. Cuvier in Lesson, 1828)                | Erratique                   | Aire de répartition du Sténo                           | [ 45 ]              | Sténo                           |
| Grand Dauphin de l'océan Indien Tursiops aduncus (Ehrenberg, 1833) | Autochtone                  | Aire de répartition du Grand Dauphin de l'océan Indien | [ 46 ]              | Grand Dauphin de l'océan Indien |
| Grand Dauphin commun Tursiops truncatus (Montagu, 1821)            | Autochtone                  | Aire de répartition du Grand Dauphin commun            | [ 47 ]              | Grand Dauphin commun            |

### Famille:Kogiidés
| Nom vulgaire, nom binominal et citation d'auteurs  | Origine et statut à Mayotte | Aire de répartition                    | Statut UICN mondial | Image           |
| -------------------------------------------------- | --------------------------- | -------------------------------------- | ------------------- | --------------- |
| Cachalot pygmée Kogia breviceps (Blainville, 1838) | Autochtone                  | Aire de répartition du Cachalot pygmée | [ 48 ]              | Cachalot pygmée |
| Cachalot nain Kogia sima (Owen, 1866)              | Autochtone                  | Aire de répartition du Cachalot nain   | [ 49 ]              | Cachalot nain   |

### Famille:Physétéridés
| Nom vulgaire, nom binominal et citation d'auteurs    | Origine et statut à Mayotte | Aire de répartition                   | Statut UICN mondial | Image          |
| ---------------------------------------------------- | --------------------------- | ------------------------------------- | ------------------- | -------------- |
| Grand Cachalot Physeter macrocephalus Linnaeus, 1758 | Autochtone                  | Aire de répartition du Grand Cachalot | [ 50 ]              | Grand Cachalot |

### Famille:Ziphiidés
| Nom vulgaire, nom binominal et citation d'auteurs                      | Origine et statut à Mayotte | Aire de répartition                               | Statut UICN mondial | Image                    |
| ---------------------------------------------------------------------- | --------------------------- | ------------------------------------------------- | ------------------- | ------------------------ |
| Mésoplodon de Longman Indopacetus pacificus (Longman, 1926)            | Autochtone                  | Aire de répartition du Mésoplodon de Longman      | [ 51 ]              | Mésoplodon de Longman    |
| Mésoplodon de Blainville Mesoplodon densirostris (Blainville, 1817)    | Autochtone                  | Aire de répartition du Mésoplodon de Blainville   | [ 52 ]              | Mésoplodon de Blainville |
| Mésoplodon de Nishiwaki Mesoplodon ginkgodens Nishiwaki & Kamiya, 1958 | Peut-être autochtone        | Aire de répartition du Mésoplodon de Nishiwaki    | [ 53 ]              | Mésoplodon de Nishiwaki  |
| Mésoplodon de True Mesoplodon mirus True, 1913                         | Erratique                   | Aire de répartition du Mésoplodon de True         | [ 55 ]              | Mésoplodon de True       |
| Baleine à bec de Cuvier Ziphius cavirostris G. Cuvier, 1823            | Erratique                   | Aire de répartition de la Baleine à bec de Cuvier | [ 57 ]              | Baleine à bec de Cuvier  |

## Ordre:Artiodactyles

### Famille:Bovidés
| Nom vulgaire, nom binominal et citation d'auteurs | Origine et statut à Mayotte           | Aire de répartition                     | Statut UICN mondial | Image         |
| ------------------------------------------------- | ------------------------------------- | --------------------------------------- | ------------------- | ------------- |
| Chèvre domestique Capra hircus Linnaeus, 1758     | Allochtone (Peut-être non acclimaté), | Aire de répartition de la Chèvre égagre | [ 58 ]              | Chèvre égagre |
| Mouton Ovis aries Linnaeus, 1758                  | allochtone                            |                                         |                     |               |
| vache/zébu Bos taurus indicus Linnaeus, 1758      | allochtone                            |                                         |                     |               |

### Famille:Suidés
| Nom vulgaire, nom binominal et citation d'auteurs      | Origine et statut à Mayotte | Aire de répartition                       | Statut UICN mondial | Image              |
| ------------------------------------------------------ | --------------------------- | ----------------------------------------- | ------------------- | ------------------ |
| Cochon domestique Sus scrofa domesticus Linnaeus, 1758 | Allochtone (Introduit)      | Aire de répartition du Sanglier d'Eurasie | [ 59 ]              | Sanglier d'Eurasie |

## Ordre:Carnivores

### Famille:Canidés
| Nom vulgaire, nom binominal et citation d'auteurs | Origine et statut à Mayotte | Aire de répartition | Statut UICN mondial | Image     |
| ------------------------------------------------- | --------------------------- | ------------------- | ------------------- | --------- |
| Chien Canis lupus familiaris Linnaeus, 1758       | Allochtone (Introduit)      |                     | [ 60 ]              | Loup gris |

### Famille:Félidés
| Nom vulgaire, nom binominal et citation d'auteurs     | Origine et statut à Mayotte | Aire de répartition                 | Statut UICN mondial | Image        |
| ----------------------------------------------------- | --------------------------- | ----------------------------------- | ------------------- | ------------ |
| Chat domestique Felis silvestris catus Linnaeus, 1758 | Allochtone (Introduit)      | Aire de répartition du Chat sauvage | [ 61 ]              | Chat sauvage |

### Famille:Viverridés
| Nom vulgaire, nom binominal et citation d'auteurs      | Origine et statut à Mayotte | Aire de répartition                         | Statut UICN mondial | Image             |
| ------------------------------------------------------ | --------------------------- | ------------------------------------------- | ------------------- | ----------------- |
| Civette de l'Inde Viverricula indica (Desmarest, 1804) | Allochtone (Introduit)      | Aire de répartition de la Civette de l'Inde | [ 63 ]              | Civette de l'Inde |